# Quiromància

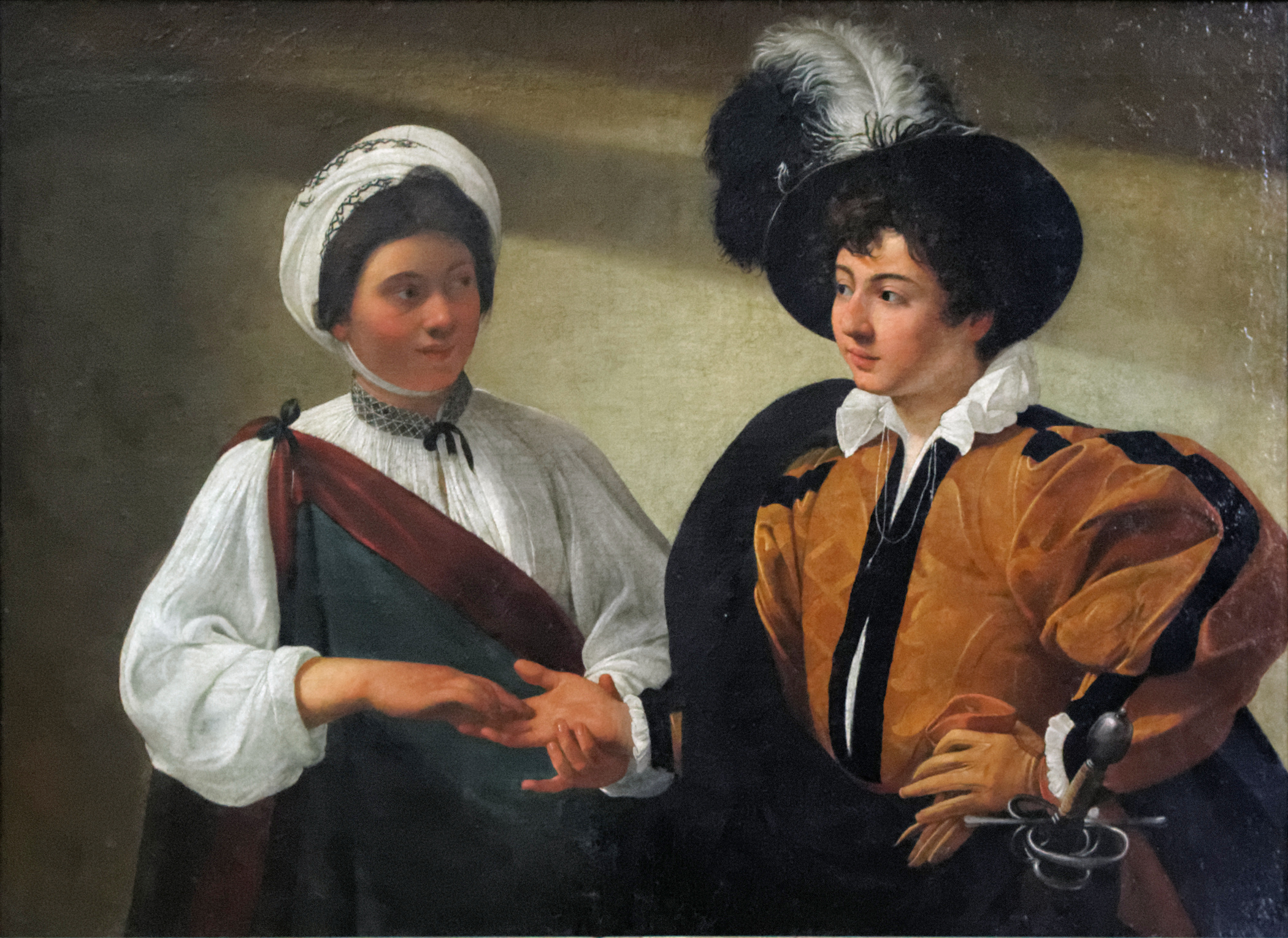
La bona sort, de Caravaggio (1594-1495; Canvas; Louvre), il·lustra una lectura de mans.

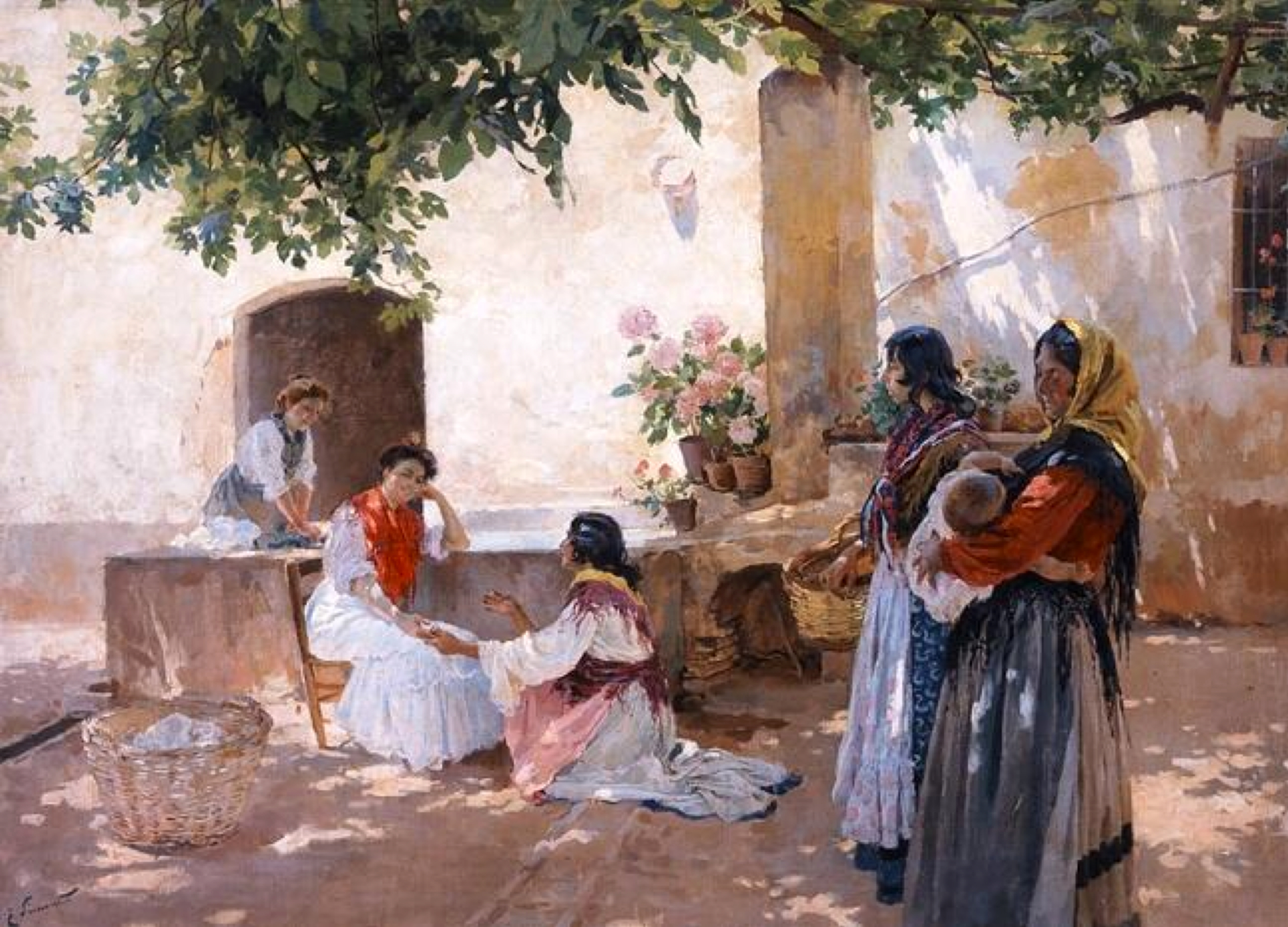
La bona sort d'Enric Simonet i Lombardo (1899).

La quiromància és segons els practicants, l'art de predir-li el futur mitjançant l'examen de les línies, prominències i altres característiques de la mà. Concretament els dits. Estretament vinculada a l'astrologia i a la càbala, fou coneguda pels caldeus, egipcis, assiris i hebreus, encara que es considera una pseudociència. Segons la quiromància, els astres que han presidit el naixement d'una persona imposen els seus signes en les diferents parts del cos, especialment a la mà.
Els signes que cal interpretar són la forma general de la mà (especialment la dominant, aquella amb què s'escriu), el relleu del palmell i les línies que la recorren. L'escola majoritària de quiromància associa cada àrea de la mà amb un déu de la mitologia grega i els seus atributs, per tant es llegirà en aquella zona el futur relacionat amb un camp concret. En la literatura popular, l'acte de llegir les mans s'associa als gitanos, especialment a les fetilleres.

## Forma de la mà
Les formes bàsiques de la mà s'associen als elements clàssics i a la teoria dels quatre humors, que marquen els trets de caràcter fonamentals
- Terra: són mans amples de forma tendent al quadrat, dits curts i pell gruixuda. Té les línies força marcades
- Aire: són mans rectangulars, amb els dits llargs i la pell seca. El relleu és molt marcat però les línies són fines
- Aigua: són mans allargades, amb els dits llargs i flexibles. La forma global tendeix a l'oval i té poques línies ben visibles
- Foc: són mans de dits curts amb les línies abundants però poc marcades

## Les línies

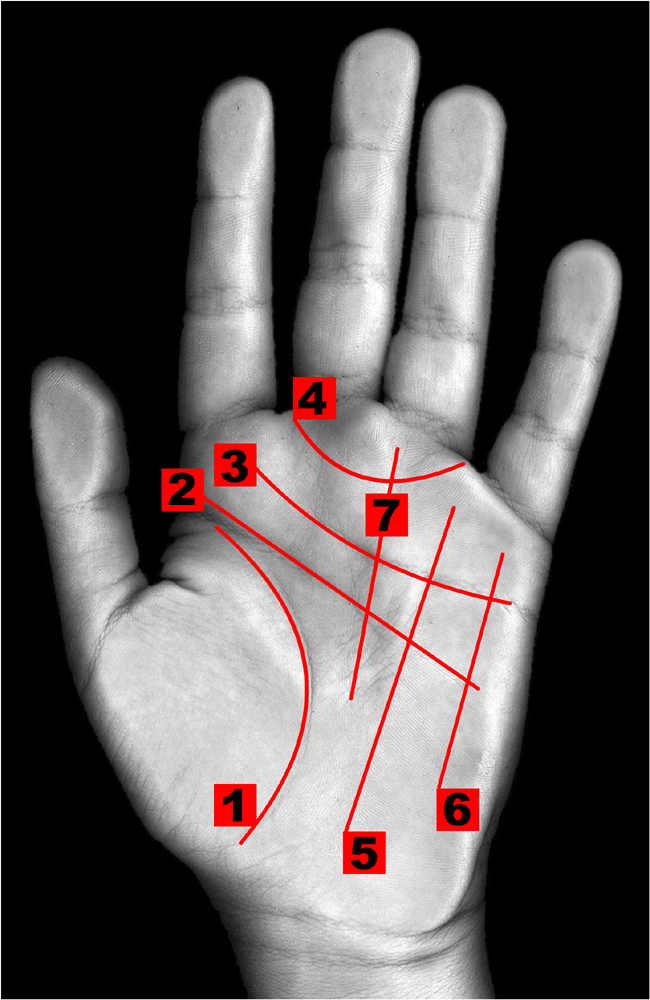
Les principals línies de la mà
1 : línia de la vida - 2 : línia de l'enteniment - 3 : línia del cor - 4 : anell de Venus - 5 : línia del Sol - 6 : línia de Mercuri - 7 : línia de la sort

La primera línia que es llegeix és la del cor, que acostuma a ser la segona de la part superior, amb un extrem que parteix de la base del dit índex. Després es llegeix la línia de l'enteniment, que és la que passa just pel mig del palmell. Té relació amb la manera d'aprendre, la importància d'aspectes intel·lectuals i ser o no una persona reflexiva. A continuació es llegeix la línia de la vida, que és la que separa l'àrea del polze de la resta i que acostuma a ser la més polèmica, ja que reflecteix el benestar i els canvis en l'existència de la persona. Antigament es creia que la seva longitud es relacionava directament amb els anys de vida de l'individu.
A part d'aquestes línies majors, n'hi ha d'altres considerades menors. En la part superior està l'anell de Venus, que té a veure amb la intel·ligència emocional i com es relaciona la persona amb els altres. La línia del Sol, que baixa des del quart dit, es relaciona amb la fama que assolirà el subjecte. La línia de Mercuri, la més allunyada del polze, parla dels negocis i de la comunicació. La línia de la sort, també anomenada del destí creua les altres, indicant els aspectes que no tenen control per part de la persona però que afecten la seva vida.
Les línies del canell ens indiquen el nombre de vides anteriors de la persona i la durada de cada una d'elles.